# Carlos da Cunha e Menezes
Carlos da Cunha e Menezes (né le 9 avril 1759 à Lisbonne et mort le 4 décembre 1825 à Lisbonne) est un cardinal portugais du XIXe siècle.

## Biographie
Da Cunha est élu patriarche de Lisbonne en 1819. Le pape Pie VII le crée cardinal lors du consistoire du 27 septembre 1819. Il ne reçoit pas de titre. Il ne participe pas au conclave de 1823, lors duquel Léon XII est élu pape.

### Source
- Fiche du cardinal sur le site de la FIU